# Porte Saint-Marcel
La porte Saint-Marcel ou porte Bordet ou porte Bordelle est une ancienne porte de ville de Paris. Construite au début du XIIIe siècle sur l'enceinte Philippe Auguste, elle est détruite au XVIIe siècle.

## Situation
Elle était située rue Descartes, au coin de l'ancienne rue des Fossés-Saint-Victor,,,

## Origine du nom
Elle est ainsi nommée parce qu'elle menait au bourg Saint-Marcel situé alors hors de Paris par la rue Mouffetard qui fut parfois dénommée rue Saint-Marcel. Cette rue traversait le faubourg Saint-Médard jusqu'au pont aux tripes sur la Bièvre près de l'église Saint-Médard. On entrait dans le bourg Saint-Marcel après ce pont.
Une avant-porte fut construite sous Charles V au-delà d'un deuxième fossé, 80 mètres après la porte, à hauteur du 9 rue Mouffetard où une inscription rappelle la destruction de cet édifice en 1685 en même temps que la porte principale.

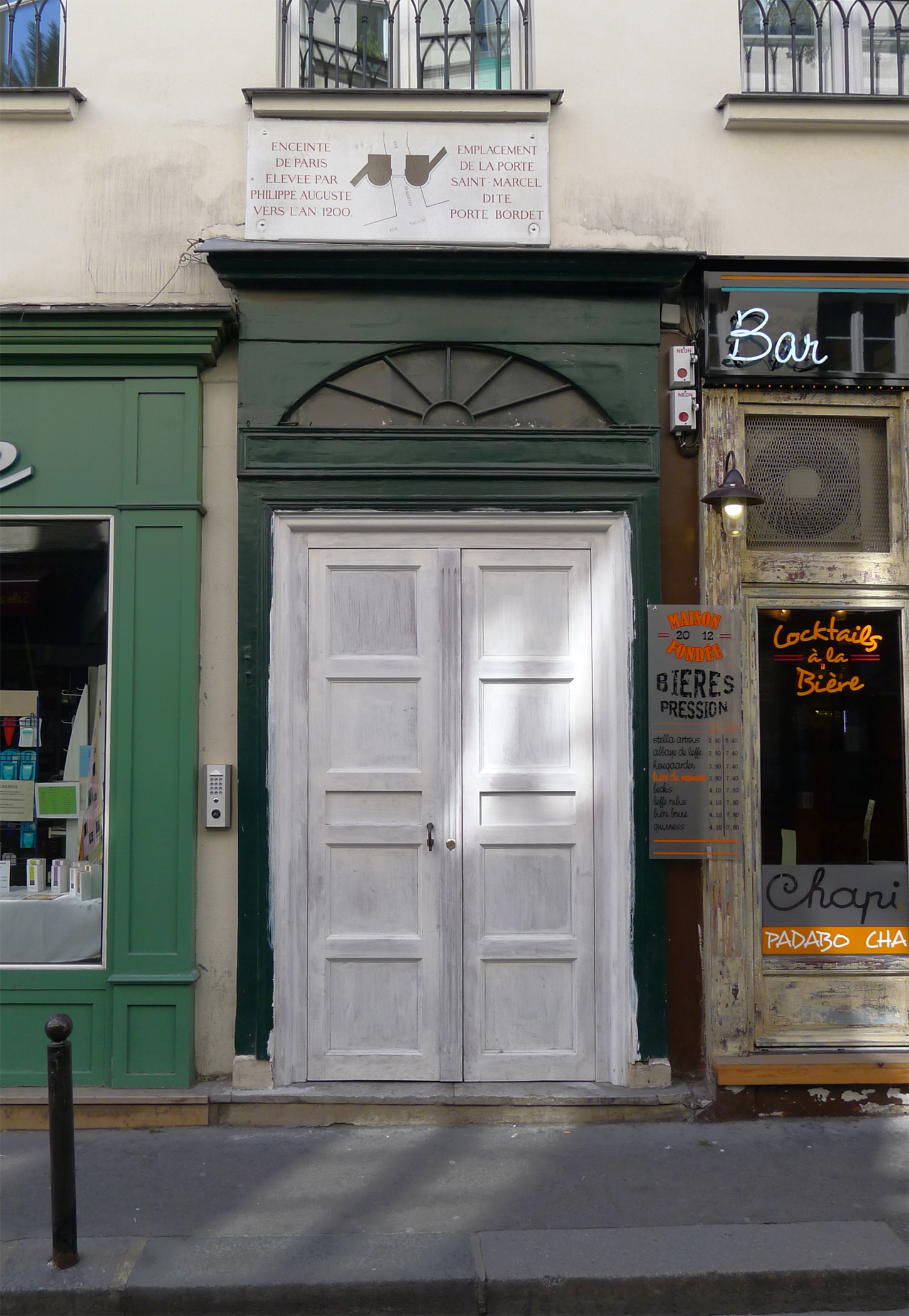
Le no 50 de la rue Descartes.
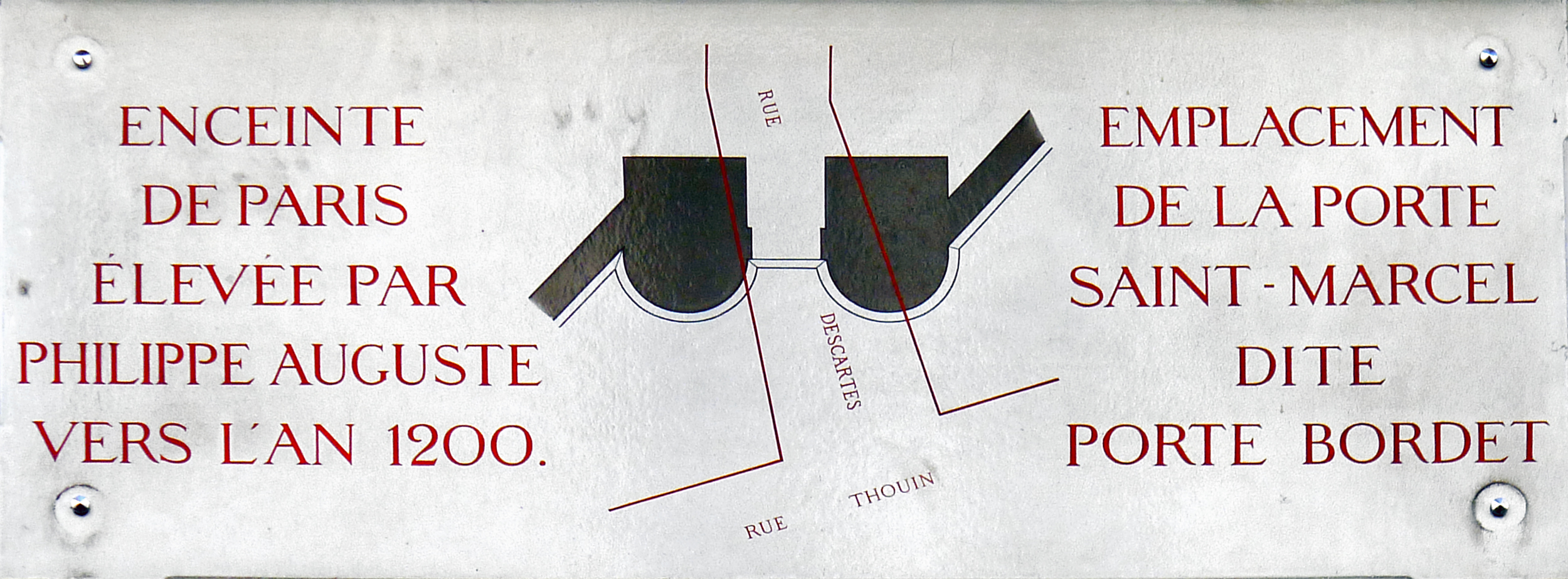
Plaque qui rappelle le plan et l'emplacement de cette ancienne porte.
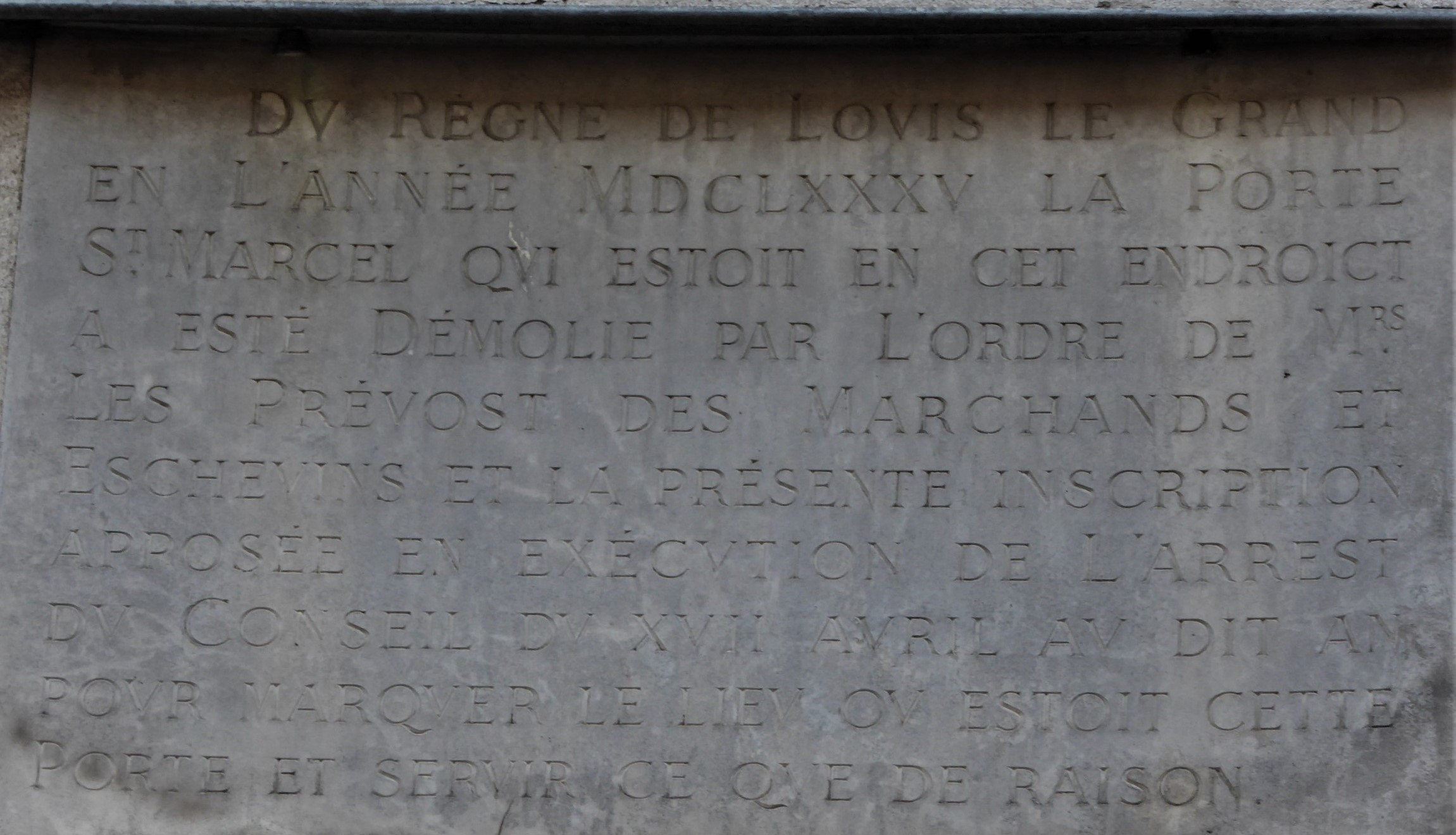
inscription 9 rue Mouffetard

## Historique
Cette porte construite vers 1200, a aussi porté les noms de « porte Bordet » ou « porte Bordelle », du nom de la famille de Bordelle qui était très connue XIIIe siècle.
Elle fut démolie en 1683.